# らぶフェロの頑張りましょう儲けましょう
らぶフェロの頑張りましょう儲けましょう（らぶフェロのがんばりましょうもうけましょう）は、音泉とアニメイトTVで配信していたインターネットラジオ番組。なお、公式にも2種類の表記が混在していた。
パーソナリティは、清水愛と笹島かほる。音泉では、同じく2人がパーソナリティを務めていた『らぶげ魂 愛とかほるのらぶフェロ♥』の後番組。らぶフェロのラジオ番組は、本作が最後となった。
番組略称は、らぶフェロのがんも。

## 概要
- 2006年1月12日第1回配信開始～2006年9月28日最終回配信開始。全38回。
- 音泉、アニメイトTVともに木曜日配信。
- 音泉では、『らぶげ魂 愛とかほるのらぶフェロ♥』の終了後、正月休みによる1週休止をはさんで2週間後に開始。
- 『らぶげ魂 愛とかほるのらぶフェロ♥』と異なり、音泉とアニメイトTVで内容の違いはない。ただし、音泉はモノラル、アニメイトTVはステレオ。
- スポンサーは株式会社エンターブレイン、トライネットエンタテインメント、フロンティアワークス。製作はフロンティアワークス。
- 同時期に放送されていた、エンターブレインとトライネットのTVアニメ『鍵姫物語 永久アリス輪舞曲』（2006年1月～3月）と『吉永さん家のガーゴイル』（2006年4月～6月）に関連した企画があった。
- パーソナリティの2人は株式会社らぶフェロ第3営業部の社員という設定。「頑張りましょう儲けましょう」というタイトルはこの設定に由来する。
- 番組のあいさつは「がんも（ー）」。
- ノベルティは、パーソナリティがリスナー名を直筆した第3営業部の名刺。ただし、発送は遅れに遅れ、そのまま番組が終了してしまった。実際に発送されたかどうかは不明。

## スタッフ
- エグゼクティブプロデューサー: あかほりさとる
- プロデューサー: シバタミツテル
- アシスタントプロデューサー: 寺田純一
- ディレクター: 渡会一仁
- 構成: 森永たまち

## コーナー
2006年3月30日の第12回から、一部コーナーがリニューアルされた。
ふつおた
普通のお便りを紹介

### リニューアル前のコーナー
第3営業部企画会議
企画する作品の「ジャンル」と「キャラクター」をリスナーから募集し、アニメ化などを目指す
今週の第3営業部
「今週の第3営業部」の結果報告と、スポンサーの作品・商品の紹介。
ネットでトライ
『鍵姫物語 永久アリス輪舞曲』について、出演者の清水愛がリスナーの質問に答える。

### リニューアル後のコーナー
今週の第3営業部企画会議
企画を「CDドラマの制作」に決定し、各種設定を募集した。2人が主演するCDドラマ「朝十（表記不明）」は、番組CD『ラブフェロの『がんばりましょう! もうけましょう!」 ドラマ＆DJCD 第１巻』に収録された。
ネットでトライ
コーナー名そのままで内容変更。スポンサーの作品・商品の紹介。

### 期間限定のコーナー
今週のガーくん情報
『吉永さん家のガーゴイル』についての情報コーナー
田口仙年堂のガーくん1分勝負
『吉永さん家のガーゴイル』原作者の田口仙年堂が作品について1分間語る

## ゲスト
(1)は『鍵姫物語 永久アリス輪舞曲』出演者、(2)は『吉永さん家のガーゴイル』出演者
- 第2回(2006年1月19日配信)　狩野茉莉 (1)
- 第3回(2006年1月26日配信)　あかほりさとる
- 第4回(2006年2月 2日配信)　豊永利行 (1)
- 第5回(2006年2月 9日配信)　フロンティアワークスのいたばししろう（表記不明）
- 第6回(2006年2月16日配信)　松来未祐 (1)(2)
- 第8回(2006年3月 2日配信)　稲村優奈 (2)
- 第12回(2006年3月30日配信)　藤田咲 (2)
- 第13回(2006年4月 6日配信)  河原木志穂 (1)
- 第16回(2006年4月28日配信)  浅野真澄 (1)
- 第24回(2006年6月22日配信)  長沢美樹

## 番組CD
- ラブフェロの『がんばりましょう! もうけましょう!」 ドラマ＆DJCD 第１巻 （LOVEP-0001、2006年8月11日コミックマーケットで先行発売、9月15日一般発売）

| ラブフェロモン（清水愛・笹島かほる）のラジオ番組 | ラブフェロモン（清水愛・笹島かほる）のラジオ番組 | ラブフェロモン（清水愛・笹島かほる）のラジオ番組 |
| 前番組                                           | 番組名                                           | 次番組                                           |
| ------------------------------------------------ | ------------------------------------------------ | ------------------------------------------------ |
| らぶげ魂 愛とかほるのらぶフェロ♥                 | らぶフェロの頑張りましょう儲けましょう           | -                                                |